# Nagy Lajos király útja

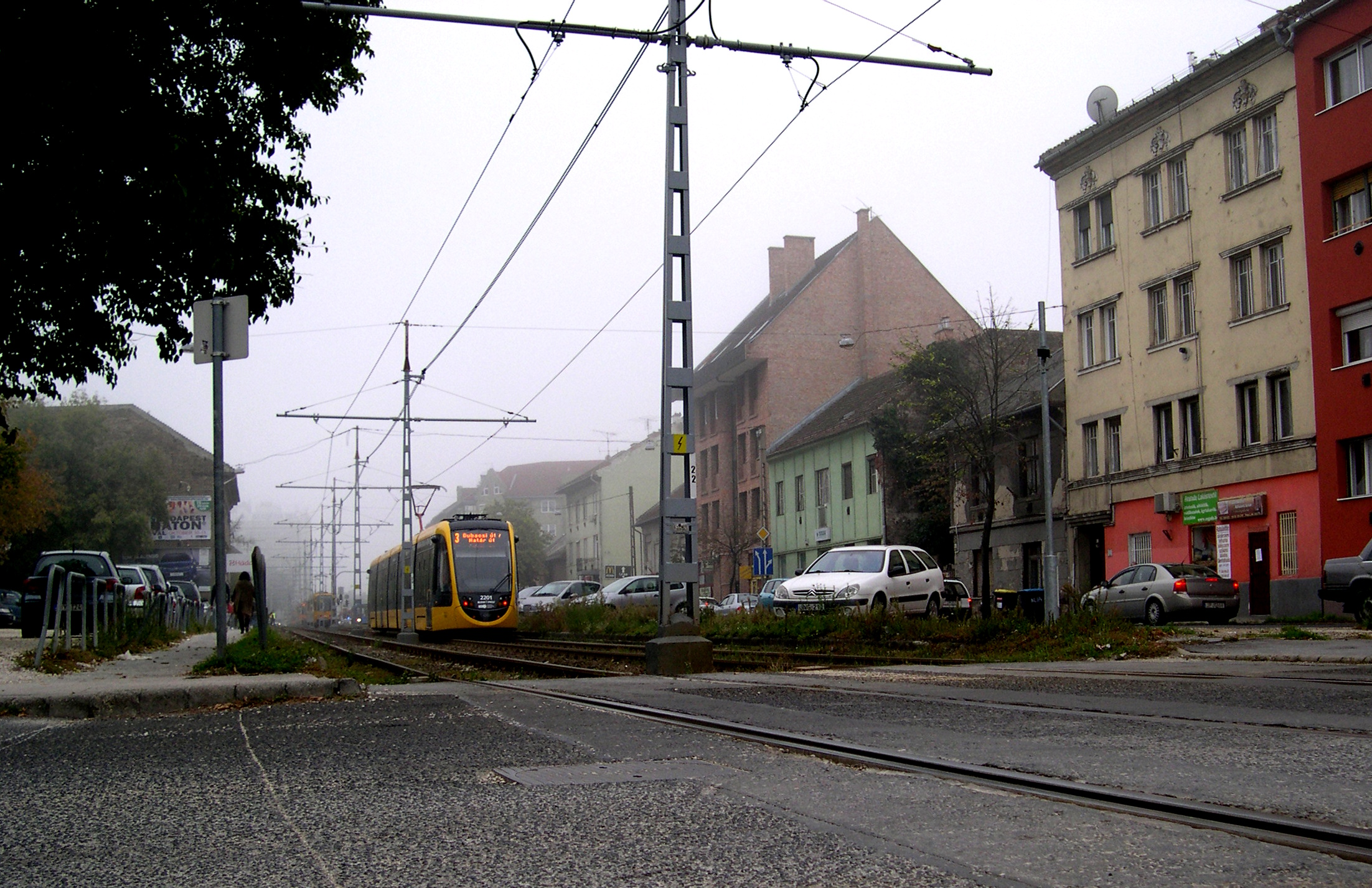
A Gyarmat u. sarka ködben

A Nagy Lajos király útja (A pesti köznyelvben rövidítve ritkán: "NLK") Budapest XIV. kerületének egyik legfontosabb, legforgalmasabb útvonala. A két vége az Örs vezér tere, illetve a Kassai tér, ahol beletorkollik az M3-as autópálya fővárosi szakaszába (Kacsóh Pongrác út). Mai nevét I. Lajos magyar király után kapta 1936-ban.

## Története
Az utat korábban Hajtsár (avagy Hajcsár) útnak hívták. Pontos kialakulásának idejéről nincs adat, de a Magyarország második katonai felmérésekor készült térképen már felismerhető a nyomvonala nagy része (az Örs vezér tere felől elindulva).
Útvonala egy időben a Városliget szélétől, a mai Vágány utca - Hungária körút sarkától indult és kifelé táguló félköríves alakban az akkor még névtelen Örs vezér terén végződött.
Az idők során nyomvonala rövidült, a Városliget és a mai Kassai tér közti szakasz (pontosabban kicsivel előtte fordult el élesebben a belváros felé) nagy részét elbontották a Körvasút, illetve a Kacsóh Pongrác út kialakításakor (ez ma az M3-as autópálya kezdete). Az út itteni, erősen íves nyomvonalát kiegyenesítették a mai sztráda felé, így került a vége a Kassai térre. Az út átnevezésekor a kiegyenesített részt keresztelték át, így az egykori „eredeti” útvonal rövidke maradéka mind a mai napig Hajtsár út néven létezik.
Az út a történelmi Zugló fejlődésével lett egyre inkább forgalmas. Miután a környéket XIV. kerület néven 1935-ben önálló kerületté szervezték, nem sokkal később az ekkor már az egyik főútként szolgáló Hajcsár utat is átkeresztelték a Horthy-korszak dicső múltba révedő szellemében - feltehetően Gallina Frigyes javaslatára - I. (Nagy) Lajos magyar király után Nagy Lajos király útjává. (Ekkoriban született az Örs vezér tere, illetve a többi hasonló elnevezés is a kerületben.)
A Bosnyák tér kivételével irányonként egy forgalmi sávos közút északi oldalán elsőként a 68-es villamos vágányai épültek ki a Bosnyák tér és az Egressy út között 1933-ban, majd 1960-ban az Örs vezér teréig hosszabbították. Ezt követte a 62-es villamos 1964-ben a Bosnyák tér és az Erzsébet királyné útja között. Az Örs vezér terén 1970-ben, az Erzsébet királyné útja és az M3-as autópálya bevezető szakasza között pedig 1982-re épült ki az irányonként három sávos úttest.
Nyomvonalát több nagyforgalmú út is keresztezi, amik az Örs vezér terétől indulva a Fogarasi út, a Mogyoródi út, az Egressy út, a Thököly út (ez a kereszteződés a Bosnyák tér) és az Erzsébet királyné útja, illetve a két végén a Kerepesi út (ez a kereszteződés az Örs vezér tere) valamint a másik végén a Kacsóh Pongrác út (illetve a vele párhuzamos M3-as autópálya).

### Híres lakói
- Berky Harry (1928–1945) gyerekszínész (144.)